# FK Austria Wien (női csapat)
Az Austria Wien női szakosztályát 2015-ben hozták létre Bécsben. A klub az osztrák első osztályban érdekelt.

## Története
Az FK Austria Wien 2015-ben kötött együttműködést az USC Landhaus együttesével és a 2018–19-es szezontól közös néven szerepeltek az élvonalban. Három évvel később, a 2021–22-es idénytől az USC Landhaus hivatalos jogutódjaként vesz részt az osztrák bajnokságban az Austria női szakosztálya.

## Sikerlista
Osztrák bajnoki ezüstérmes (1): 2019–20

## Játékoskeret
2023. augusztus 25-től
| #  |     | Poszt | Név                   |
| -- | --- | ----- | --------------------- |
| 1  | AUT | K     | Larissa Haidner       |
| 25 | AUT | K     | Nadine Hinterberger   |
| 31 | AUT | K     | Sandrine Neidhardt    |
| 2  | AUT | V     | Louise Schöffel       |
| 5  | AUT | V     | Yasmin Fellner        |
| 8  | AUT | V     | Katharina Schiechtl   |
| 16 | AUT | V     | Sophie Rapf           |
| 17 | AUT | V     | Alexandra Wölkart     |
| 24 | AUT | V     | Yvonne Weilharter     |
| 26 | AUT | V     | Anna Schorn           |
| 28 | AUT | V     | Jacqueline Hajek      |
| 10 | AUT | KP    | Stefanie Schneeberger |
| 12 | AUT | KP    | Paula Schwaninger     |

| #  |     | Poszt | Név                   |
| -- | --- | ----- | --------------------- |
| 15 | AUT | KP    | Klara Lukic           |
| 18 | AUT | KP    | Lena Triendl          |
| 19 | AUT | KP    | Laura Wurzer          |
| 20 | NED | KP    | Dominique Bruinenberg |
| 23 | BIH | KP    | Vanessa Šabanović     |
| 33 | AUT | KP    | Jasmin Biblekaj       |
| 37 | GER | KP    | Lea Mauly             |
| 99 | AUT | KP    | Antea Batarilo        |
| 7  | AUT | CS    | Cynthia Adamu         |
| 9  | LTU | CS    | Alisa Ziletkina       |
| 11 | GER | CS    | Verena Volkmer        |
| 34 | AUT | CS    | Vanessa Rauter        |

## Korábbi híres játékosok
| - Karina Bauer - Jovana Čavić - Kristina Decker - Katja Dorn - Stella-Maria Gamper - Corina Köpper - Amelie Kandlhofer - Laura Kis - Vanessa Kraker - Laura Krumböck - Sophie Lindner | - Julia Mak - Veronika Pototschnig - Leonie Wojtas - Annalena Wucher - Laura Wurzer - Itó Szara - Aldiana Amuchie - Victoria Leitner-Garcia - Anna Petrušová - Nadija Kunina |